# سیسیل (آرکانزاس)
سیسیل (به انگلیسی: Cecil) یک منطقهٔ مسکونی در ایالات متحده آمریکا است که در شهرستان فرانکلین، آرکانزاس واقع شده‌است. سیسیل ۲۶۳٫۹۶ متر بالاتر از سطح دریا واقع شده‌است.